# Faro de Eeragh
El Faro de Eeragh (en inglés: Eeragh Lighthouse) es un faro situado en el extremo norte de las Islas de Aran, en la Bahía de Galway, Condado de Galway, Irlanda. Guía la entrada a la citada bahía y al puerto de Galway.

## Historia
La Autoridad del Puerto de Galway (Galway Harbour Commissioners) solicitó al Ballast Board, antecesor del Commisioners of Irish Lights, el organismo a cargo de la gestión de las ayudas a la navegación de Irlanda, la construcción de un nuevo faro en las Islas de Aran, ya que el Faro de Inishmore no cumplía las exigencias de señalización de la entrada a la bahía y puerto de Galway. Para suplirlo se determinó instalar dos faros, uno el de Eeragh y otro en la isla de Inishieer, en el extremo sur de las Islas de Aran. El diseño de ambos faros corrió a cargo de George Halpin dando comienzo su construcción en 1853.
Comenzaron a funcionar el 1 de diciembre de 1857, apagándose el de Inishmore esa misma fecha, cuya característica de un detello de 30s en un periodo de 3 minutos, heredó el nuevo faro. En un principio estaba pintado de blanco con dos bandas rojas, pero en 1932, las bandas fueron pintadas de color negro.
En 1904 se instaló una nueva óptica y se cambió su alimentación a parafina vaporizada. En 1958 se modificó la característica a una de un destello en 15 segundos. El faro se automatizó en 1978. Además se cambió la óptica y pasó a estar alimentada por baterías que se recargaban a través de un dispositivo llamado TMG ,Thermo Mechanical Generator, basado en el ciclo Stirling, instalándose también un generador diésel de respaldo. Este dispositivo probó ser muy útil manteniendo la carga de la batería, pero sus costes de mantenimiento hicieron que se sustituyese finalmente por un generador eólico en 1983. En 2006 se cambió la luz a una alimentada por paneles solares y reducido su alcance a 18 millas náuticas.

## Características
El faro emite un destello de luz blanca en un periodo total de 15 segundos, es decir, está iluminado durante 6 segundos y oscurecido durante otros 6. Emite luz roja en el sector entre 245° y 269° y oscurecido entre 115° y 231°. En el resto de sectores la luz es blanca. Su alcance nominal nocturno es de 20 millas náuticas en el caso de la luz blanca y de 16 millas náuticas en el caso de la luz roja.